# 原画 (アニメ制作)
アニメ制作における原画（、英: key animation）は動きの要所を描いた線画、あるいはこれを作画する工程・役職である。

## 概要
原画はアニメの作画工程のひとつであり、絵コンテをもとに動きの要所となる一連の線画が描かれる（⇒#原画 (工程)）。この工程により動画のもととなる一連の線画が得られ、この線画素材そのものもまた原画と呼ばれる（⇒#原画 (素材)）。担当スタッフもまた原画と呼ばれる（⇒#原画 (役職)）。

## 原画 (素材)

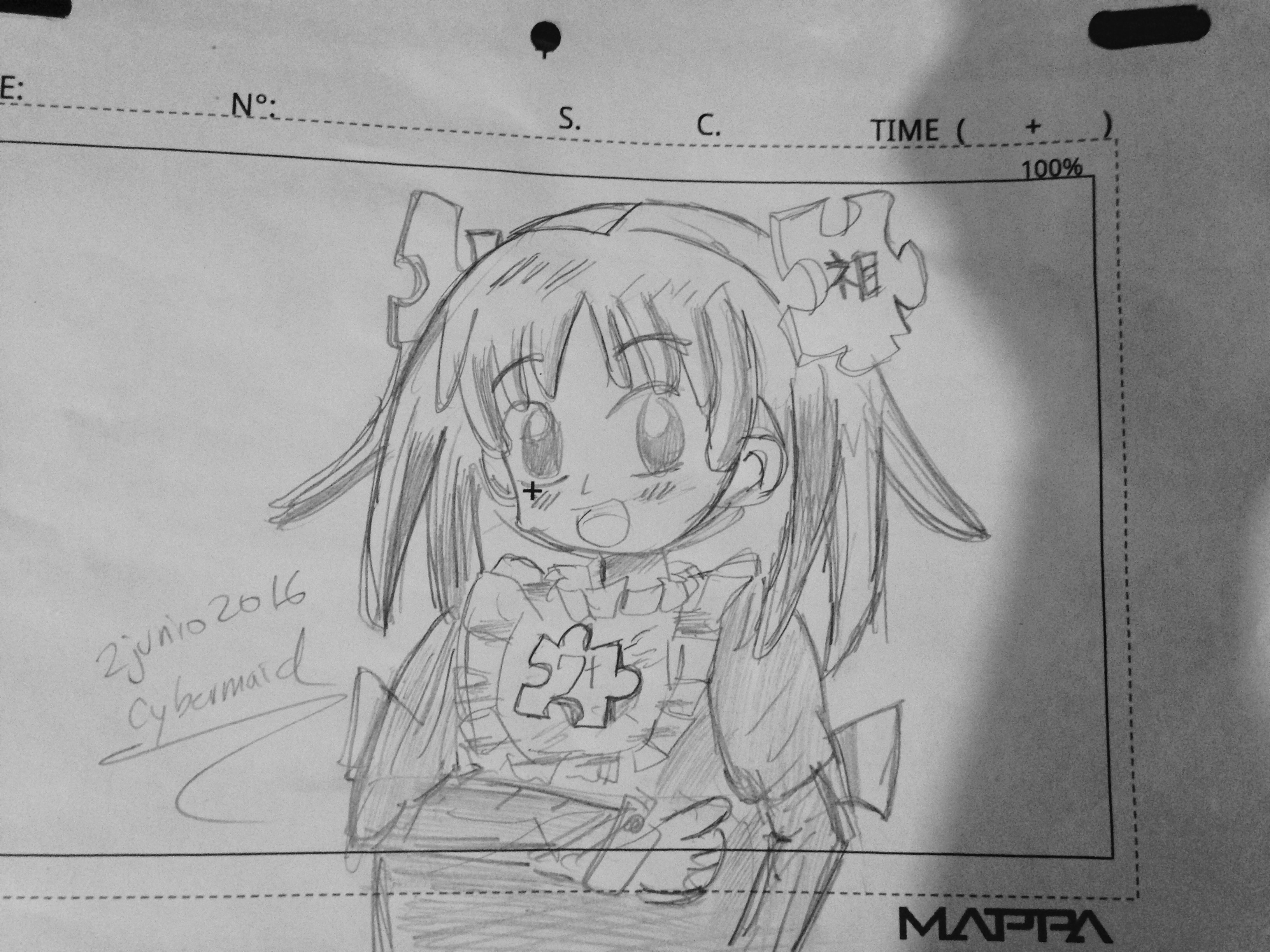
原画（ウィキペたん）

アニメの素材における原画（、英: key animation drawing）は動きの要所を描いた線画である。文脈によっては第二原画（）、二原とも呼ばれる。
アニメはポーズ・トゥ・ポーズ方式で描かれ、原画はそのキーポーズに相当する線画である。動きの流れのなかでメリハリをつけるべき要所のコマとして描かれる。そのため原画をパラパラマンガすることでアニメーションの全体像を把握できる（動画参照）。原画はキーポーズを正確に描いた線画ではあるが、実際の映像には表示されない。実際の映像に映る線は原画をクリンナップした動画である（原画間のコマは中割により描かれる）。制作体制によっては原画のアタリになるラフ原画が描かれ監修される。この方式の場合、ラフ原と区別するために原画を第二原画と呼ぶ。

### ラフ原画
ラフ原画（）は簡易な絵でラフに描かれた原画のアタリである。ラフ原とも。
アニメの制作工程にラフ原画を用いる場合、ラフ原画は演出と作画監督によってチェックされる。これにより動き（アニメーション）の監修を早期に受けられる。
レイアウトとラフ原画を合わせて第一原画（一原）あるいはLOラフ原と呼ぶ場合もある。ラフ原を第一原画と呼ぶ場合もある。

### 他中割
他中割は「描かれている部分はクリンナップ、他の部分は中割で動画を作画してください」を意味する指示である。他中割り、「他、中割」とも。
原画はキーポーズを描くものであり、同時にキャラクターは複数の部位から出来ている。そのため「顔はキーポーズだが体は線割りできるような自然な流れの一コマ」のような、部分的にのみ原画が相応しいフレームがある。この場合、原画ではキーポーズ部分のみ作画・他は空白とし動画にてキーポーズ部分はクリンナップ・他は中割で作画できれば理想的である。このような部分的な原画を用いるときの目印・指示が他中割である。原画用紙へ「他中割」と書くことで動画への指示になる。

### 修正用紙
修正用紙（）はレイアウト・ラフ原・原画（・動画）の修正が描かれるタップ穴つき用紙である。
部分修正の場合は元絵に重ねる形で使われ修正とコメントがこの用紙に描かれる。この用法が前提のためレイアウト用紙と異なり基本的にフレームは印刷されていない（レイアウト用紙を切って修正用紙にするスタジオもあった）。淡めの色付き用紙であり、監修役職によって色を変える。具体的な色は現場ごとに異なる。

## 原画 (工程)

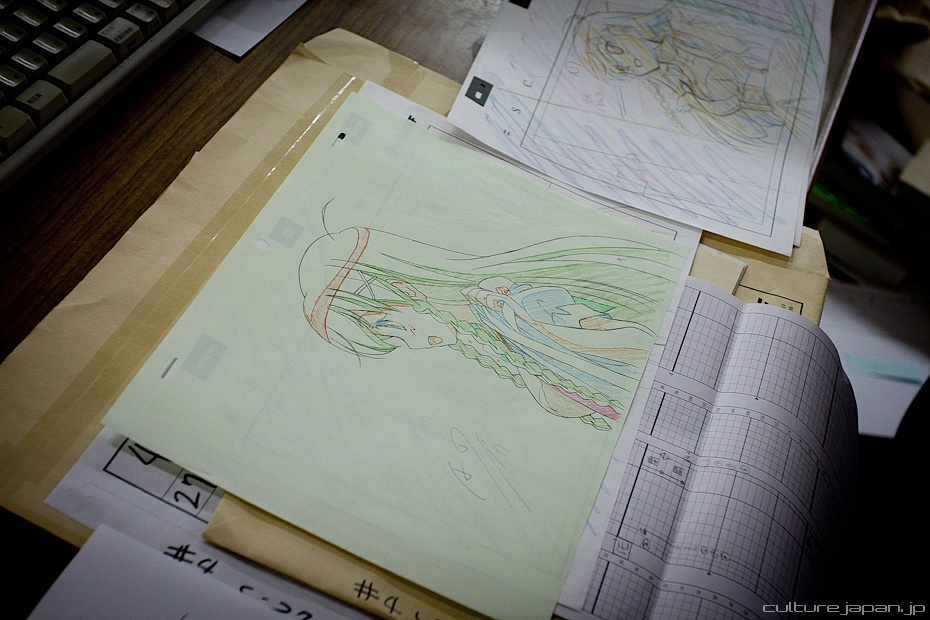
総作監修正

アニメの制作工程における原画（）は動きの要所となる一連の線画を設計し描く工程である。
原画は絵コンテをもとにカット単位で制作される。大まかな流れとして、まず原画マンと演出が作打ちをおこなって方針を共有し、それに基づいて原画マンが一連の原画を描きタイムシートを作成し、作画監督が作監修正を追加することで原画とタイムシートが完成する。
実際の商業アニメ制作ではより詳細な制作フローが何パターンかあり、それぞれで特有の作成物や工程がある。上記の流れそのままの方式は直原と呼ばれる。レイアウトシステムを採用する場合、作打ちと原画作画の間にレイアウトが入る（詳細はレイアウトシステム#レイアウト (工程)）。また二原システム/ラフ原システムの場合、レイアウト工程においてレイアウトラフ原画の作画と監修がおこなわれる（詳細はレイアウトシステム#レイアウトラフ原画）。
原画では線画とともにタイミング指示・コマ打ち指示（・ツメ指示・中割参考）が作成される。このため現在の商業アニメ制作では動きの完成形が原画の段階でほぼ設計され見えている。このため動画マンが独自の解釈を加えて作画することは原則として無い。原画の枚数はカットと制作体制に依る。信頼できる動画マンがいる体制であれば最小枚数で済むし、品質管理を重視するのであれば全原画へと寄っていく。
中割を動画マンに任せず、通常なら動画に相当する部分も全て原画で描く場合や、原画で全ての動きを描いて「中割要らず」にする場合（これを「全原画」や「フル原画」と呼んだりもする）もあり、この際動画マンが行うのは原画のクリーンアップのみである。

### 作画打ち合わせ
作画打ち合わせ（）は演出と原画マンの間でおこなわれるカットの作画方針に関する打ち合わせである。作打ち（）とも。
作打ちでは作品全体に関する方針と各種設定、各カットに関する場面設定・キャラクター演技・カメラワーク・表現方針などが演出的観点から共有される。絵コンテに基づいた作品全体の連続性・一体性を理解した演出が各カットの役割に応じた演出方針を説明することで、個別カットを担当する原画マンはそのカット周辺に集中して作業ができる（適切な分業ができる）。この内容をもとに原画マンは実際の各カットの画面設計及び作画をおこなうことになる。

### 第一原画と第二原画
原画マンがラフに原画を描き一旦監修し、そこから原画としてクリーンアップすることがあり、前者を第一原画（一原）、後者を第二原画（二原）と呼ばれ、表記されることがある。第一原画のチェックの戻しが本人に渡ること（=一原/二原を同じ原画マンが描くこと）は「本人戻し」、別の原画マンが描くことは「二原撒き」とも呼ばれる。
第二原画というラフ原画と動画の中間工程（セカンド）は、海外の制作に倣って『白蛇伝』から設けられているが、クレジット上は「動画」表記であり東映動画内の制度としてはその後自然消滅。また『機動戦士ガンダム』などにおいてもラフ原画を安彦良和が担当して「作画」「アニメーター」に渡す制作が行われていた。熟練のアニメーターがラフで多くのカットを手掛けることによって、作品全体のクオリティ向上と清書作業による新人育成に繋がるシステムとして改めて自覚的に導入され、役職の「第二原画」は明記されるようになっていく。
一方でどうしてもラフ原画までしか描く余裕がない、非常に厳しいスケジュール下においても第二原画の工程が発生する。アニメ制作本数の増加にともない作品の掛け持ちや分業化が進んだことで、カットの意図を知らず第二原画がクリーンアップするなどの、倒錯した二原制の常態化が指摘されている。
作画と3Dアニメが絡む場合において、ポジションや動きのガイドとしてラフ原画が描かれることがある。あるいはその逆で3Dを先に出力してそれに合わせて作画をする場合もあり、後者は3Dが動いて作画との組みが発生する場合に行われることが多い。

## 原画 (役職)
アニメの制作スタッフにおける原画（）はレイアウトを設計し動きの要所となる線画を描く役職である。原画マン（）とも。
原画はアニメーターの一種である。原画は演出との作打ちに基づいてキャラクターの演技/アニメーション（= 原画+タイムシート = 原画+コマ打ち+ツメ指示）を設計し描くことから、実写映像における「役者」に例えられる。またカメラワークを含むレイアウトを設計し描くことから、実写映像における「カメラマン」とも例えられる。
原画のキャリアや労働環境についてはアニメーターを参照。